# Nowomodna
Nowomodna – wieś w Polsce położona w województwie mazowieckim, w powiecie sokołowskim, w gminie Jabłonna Lacka. Ma status sołectwa.
| SIMC    | Nazwa               | Rodzaj    |
| ------- | ------------------- | --------- |
| 0672917 | Kolonie Nowomodzkie | część wsi |

W latach 1975–1998 miejscowość administracyjnie należała do województwa siedleckiego.
Wierni wyznania rzymskokatolickiego zamieszkali w miejscowości należą do parafii Wirów.